# Mira-Lobe-Stipendium
Die Mira-Lobe-Stipendien für Jugend- und Kinderliteratur – benannt nach der Kinderbuchautorin Mira Lobe – werden jährlich an Autoren mit österreichischer Staatsbürgerschaft oder Wohnsitz in Österreich vergeben. Eine Bewerbung ist mit Prosa, Lyrik und Theatertexten möglich. Die Stipendiaten werden von einer Jury ausgewählt.
Es werden von der Literaturabteilung des österreichischen Bundeskanzleramtes fünf jeweils sechsmonatige Arbeitsstipendien bereitgestellt, die mit einmalig je 7800 Euro dotiert sind (Stand 2019).

## Liste der bisherigen Stipendiaten
- 2002: Elisabeth Ebenberger, Susa Hämmerle, Hubert Christoph Hladej, Rachel van Kooij, Martin Mittersteiner
- 2003: Ruth Gschwendtner-Wölfle, Walter Kohl, Gabi Kreslehner, Maria Linschinger, Patricia Röhmer
- 2004: Doris Bertalan, Hubert Flattinger, Verena Hochleitner, Marlen Schachinger, Bernadette Schiefer
- 2005: Lilly Axster, Martin Max Kolozs, Eva Maria Teja Mayer, Sylvia Schwartz, Alice Wellinger
- 2006: Hubert Flattinger, Renate Habinger, Lizzy Hollatko, Gabi Kreslehner, Gabriele Vasak
- 2007: Corinna Antelmann, Elisabeth Etz, Gabi Kreslehner, Kathrin Steinberger, Alice Wellinger
- 2008: Corinna Antelmann, Lisa Ndokwu, Chantal Schreiber, Andreas Tiefenbacher, László Varvasovszky
- 2009: Rosemarie Eichinger, Elisabeth Etz, Lizzy Hollatko, Michael Stavaric, Kathrin Steinberger
- 2010: Kathrin Steinberger, Saskia Hula
- 2011: Gabriele Gefrerer
- 2012: Ulrike Schrimpf
- 2013: Michaela Holzinger
- 2014: Malte Borsdorf, Rosemarie Eichinger, Shuhong Krott, Martin Ohrt, Roland Reichart-Mückstein[2]
- 2015: Verena Petrasch,[3] Michaela Holzinger, Dirisamer Nora Viktoria, Orlovský Sarah Michaela, Steinberger Kathrin[4]
- 2016: Fabian Burstein, Rosemarie Eichinger, Alexandra Koch, Markus Köhle, Stefan Wipplinger[5]
- 2017: Daniela Drobna, Verena Hochleitner, Sarah Michaela Orlovský, Barbara Schinko, Hannes Wirlinger[6]
- 2018: Luna Al-Mousli, Michael Hammerschmid, Leonora Leitl, Sarah Michaela Orlovský, Michael Roher[7]
- 2019: Elisabeth Etz, Margarita Kinstner, Barbara Schinko, Almut Christiane Bettina Schmidt, Benedict Thill[8]
- 2020: Christine Auer, Verena Hochleitner, Alexandra Ava Koch, Matthäus Bär, Agnes Ofner, Kathrin Steinberger[9]
- 2022: Raffaela Schöbitz, Matthäus Bär, Michaela Obertscheider, Armela Madreiter, Rosanne Janssens, Rosemarie Eichinger[10]
- 2023: Malte Borsdorf, Lizzy Hollatko, Alexandra Holmes, Leopold Maurer, Sabrina Myriam Mohamed, Agnes Ofner[11]
- 2024: Michaela Holzinger, Elisabeth Kaspar, Oksana Maslova, Barbara Schinko, Kirstin Schwab, Leah Luna Winzely[12]